# بوبي يونغ
بوبي يونغ (بالإنجليزية: Bobby Young)‏ هو لاعب كرة قاعدة أمريكي، ولد في 22 يناير 1925 في Granite, Maryland ‏ في الولايات المتحدة، وتوفي في 28 يناير 1985 في بالتيمور في الولايات المتحدة.

## وصلات خارجية
- بوبي يونغ على موقعبيزبول رفرنس.كوم (الدوري الرئيسي) (الإنجليزية)
- بوبي يونغ على موقعبيزبول رفرنس.كوم (الدوري الثانوي) (الإنجليزية)